# Maurice Paz
Pour les articles homonymes, voir Paz.
Maurice Paz, né le 22 février 1896 à Paris et mort le 24 novembre 1985 dans la même ville est un avocat, historien et homme politique français. Membre fondateur du Parti communiste français, il organise dès 1924 avec sa femme Magdeleine (1889-1973) le premier noyau d'oppositionnels français, collabore avec Trotski puis rejoint la SFIO, où il sera l'un des proches de Paul Faure.

## Biographie

### Avocat et communiste
Fils d'un industriel (les lampes Claude, Paz et Silva) faisant du journalisme, Maurice Paz s’engage à 18 ans, pendant la Première Guerre mondiale, qu'il termine comme officier dans l'artillerie. En 1919, il adhère à la 9e section du Parti socialiste SFIO. Boris Souvarine l'incite à rejoindre le Comité de la Troisième Internationale. Délégué au congrès de Strasbourg de la SFIO (février 1920), il signa ensuite la motion majoritaire du congrès de Tours (décembre 1920), qui amène à la création de la Section française de l'Internationale communiste (SFIC, futur PCF).
Maurice Paz commença des études de droit et prêta son serment d'avocat le 11 février 1920. Il collabore avec Joseph Paul-Boncour, défenseur de la CGT, et assiste Pierre Monatte, Boris Souvarine ou Marcel Body. En 1930, il est l'un des avocats du Secours rouge international. En 1924, lors de l'affaire Philippe Daudet, il est l'avocat de Bajot, le chauffeur de taxi injustement accusé par Léon Daudet (écrivain, journaliste et militant de l'Action française) d'être complice de l'assassinat. Il mettra à mal l'argumentation et s'attirera à l'issue du procès la colère des Camelots du roi, devant même alors être exfiltré du palais de justice.
Membre du Parti communiste depuis la scission de la SFIO en 1920, il séjourne six mois en Russie soviétique en compagnie de Magdeleine Marx (qu'il épouse en février 1924). Il officie comme traducteur pour l'Internationale communiste et rencontre Léon Trotski.

### Responsable de l’opposition interne au parti communiste
Au printemps 1924, il se range aux côtés de Pierre Monatte et soutient l'Opposition de gauche. En mai 1926, le comité exécutif élargi de l'Internationale communiste vota une résolution condamnant le groupe Loriot-Paz-Dunois pour ses « déviations social-démocrates » et son « travail de désagrégation du parti ».
En novembre 1927, Maurice Paz lance la revue Contre le courant, organe de l'Opposition communiste. Le 1er décembre 1927, le quotidien communiste L'Humanité annonce l'exclusion de Maurice Paz et Magdeleine Marx.
Maurice Paz se rend auprès de Léon Trotski dès son arrivée en exil en Turquie, en mars 1929. L’ancien dirigeant russe lui confie la gestion de la publication de ses articles et livres. En juin, Trotski rompit ses relations avec Contre le courant, qui cessa de paraître en octobre.
En mars 1936, Léon Trotski écrit dans une lettre à Victor Serge : « Point n'est besoin de s'arrêter longuement sur le couple Paz […]. C'est un bourgeois conservateur, dur, borné, et profondément repoussant. S'il a, à un certain moment, rejoint l'Opposition de gauche, c'est uniquement parce que cela lui donnait de façon absolument gratuite (ce qui est pour lui décisif) une certaine auréole, tout en ne lui créant rigoureusement aucune obligation […]. La rupture était inévitable, et je m'accuse seulement d'avoir été trop patient et d'avoir perdu mon temps à correspondre avec le couple Paz. »

### Socialiste, pacifiste et avocat
Les Paz rejoignirent le Parti socialiste SFIO en décembre 1931. Courant 1933, Maurice Paz participe à la création de Front commun contre le fascisme avec notamment Paul Langevin. Il fut appelé à prendre des responsabilités au sein du Parti socialiste. En juin 1936, Maurice Paz entre à la direction de la SFIO (Commission administrative permanente) en remplacement de Vincent Auriol devenu ministre des Finances. L'année suivante, il devient membre du Bureau du parti en tant que secrétaire de la commission des relations extérieures. Ami de Léon Blum, proche de Paul Faure, il crée la commission coloniale de la formation socialiste.
Militant pacifiste, il soutient les positions de Paul Faure contre Léon Blum. Il fut profondément choqué par la déclaration de guerre et la défaite et se tint à l'écart de toute activité politique importante après juillet 1940. Après la guerre, il plaide pour sauver la tête de Le Roy Ladurie, ministre de l'Agriculture de Pétain, qui avait été condamné à mort par contumace. Il plaide également pour la famille Fabius, afin que lui soit restitués les biens dont elle avait été spoliée pendant l'occupation. Il sera ensuite un avocat d'affaires reconnu, avec des clients aussi prestigieux que la SNCF, la banque Worms, le quotidien Le Havre libre et le journal financier la Cote Desfossés.
Redevenu membre du Parti socialiste à la Libération, il le quittera lors de la signature du programme commun de gouvernement avec le PCF et les radicaux de gauche (1972). Il avait participé aux revues Contrat social de Boris Souvarine et à La Révolution prolétarienne. Il est à noter qu'il est celui qui officiera le rapprochement entre Souvarine et l'ancien collaborateur et ancien socialiste Georges Albertini (dont il a été l'avocat lors de son procès ainsi que celui de Charles Spinasse et de François Lehideux) en les faisant se rencontrer en 1949. 

## Historien
Maurice Paz exerça son métier d'avocat jusqu'en 1964. Ensuite, il se consacra à sa première passion, l'histoire. Il soutint une thèse en 1974 à l'université d'Aix-en-Provence : « Auguste Blanqui, le révolutionnaire professionnel ». Atteint de diabète, il a créé l'Association française des diabétiques le 25 mars 1938, puis la Fédération internationale des diabétiques (en). Sa maladie ne l'empêchera pas de travailler et de faire des recherches historiques jusqu'aux derniers jours de son existence.
Maurice Paz était père de trois enfants. Divorcé de Magdeleine Paz en 1947, il avait épousé en troisièmes noces Marguerite Hérard, fille de Lucien Hérard.

## Publications
- Un révolutionnaire professionnel, Auguste Blanqui, Paris, Fayard, 1984, 315 p. (ISBN 2-213-01497-3, présentation en ligne).
- Les Révoltes de la Mer Noire, Paris, Librairie du Travail, 1922.
- Papiers Auguste Blanqui et Maurice Paz : Correspondance Auguste Blanqui-Louis Watteau et divers ; en ligne sur Gallica.